# アテネオFC
アテネオFC（Ateneo FC）はフィリピノ・プレミアリーグに所属するフィリピンのサッカークラブである。FPL公式サイトではチーム名をAteneo Football Center（略してAFCとも）と表記している。

## 特徴
ホームタウンはケソン。1982年、アテネオ大学（Ateneo de Manila University）が4～18歳の少年少女へのサッカーの指導を主要な目的として設立した。

## 参照項目
- ロヨラFC（Loyola FC）